# Didymodon apiculatus
Didymodon apiculatus là một loài rêu trong họ Pottiaceae. Loài này được Arn. mô tả khoa học đầu tiên năm 1827.
Danh pháp khoa học của loài này chưa được làm sáng tỏ. 